# Лімена
Лімена (італ. Limena, вен. Lìmena) — муніципалітет в Італії, у регіоні Венето, провінція Падуя.
Лімена розташована на відстані близько 400 км на північ від Рима, 38 км на захід від Венеції, 8 км на північ від Падуї.
Населення — 7874 особи (2014).

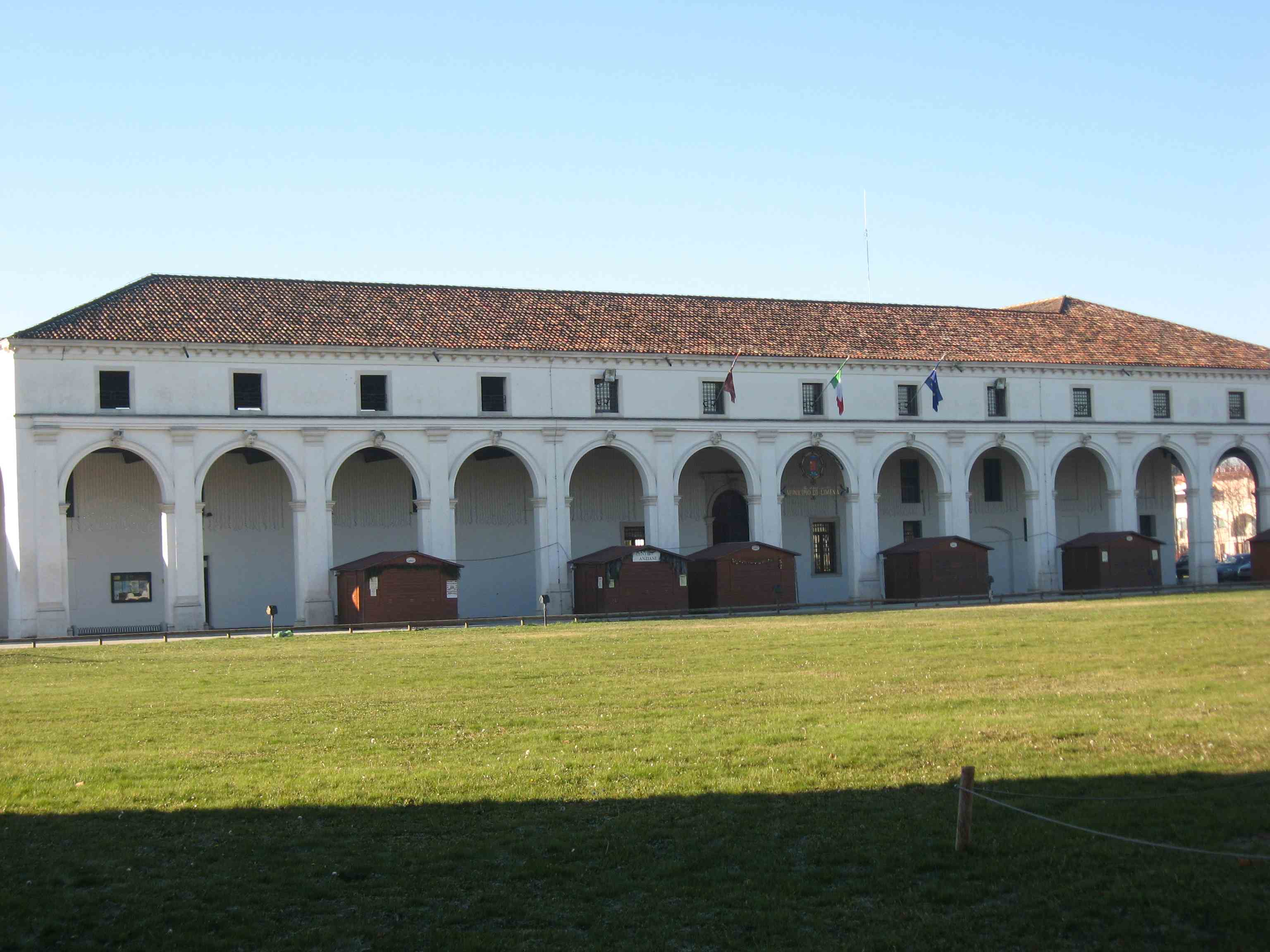

Щорічний фестиваль відбувається 14 травня. Покровитель — Santi Felice.

## Демографія
Населення за роками:

Станом на 1 січня 2023 року в муніципалітеті офіційно проживало 680 іноземців з 51 країни, серед них 342 громадяни країн Євросоюзу та 12 громадян України.

## Сусідні муніципалітети
- Куртароло
- Падуя
- П'яццола-суль-Брента
- Вігодарцере
- Віллафранка-Падована